# Samsung Commercial Vehicles
Samsung Commercial Vehicles Co. (kurz SCV, in einigen Quellen auch Samsung Commercial Vehicle Co.) war ein südkoreanischer Nutzfahrzeughersteller und eine Tochtergesellschaft von Samsung.

## Geschichte
Bereits 1990 hatte Samsung ein technisches Lizenzierungsabkommen mit Nissan Diesel geschlossen. Die Produktion von Nutzfahrzeugen – in erster Linie schwerer Lastwagen – wurde 1993 aufgenommen. Eine andere Quelle nennt dafür das Jahr 1994.
Die Sparte der Nutzfahrzeuge wurde 1996 aus Samsung Heavy Industries in das Unternehmen Samsung Vehicles Commercial Co. ausgegliedert. Gleichzeitig wurde in Daegu ein neues Werk eröffnet, das neben den bereits produzierten 3800 Lastwagen bis 1999 eine jährliche Kapazität von 200.000 kleinen Lastwagen haben sollte. Zusammen mit der anderen Samsung-Tochtergesellschaft im Automobilbereich – Samsung Motors – bildete SCV ab 1997 die Samsung Automotive Subgroup.
Noch im September 2000 erhielt SCV einen Barmittelzuschuss von 279 Millionen USD. Im Oktober musste die Produktion wegen verzögert importierter Motoren ausgesetzt werden. Im November 2000 meldete SCV Konkurs an. Es war nicht möglich, einen externen Käufer zu finden. Volvo zeigte kein Interesse, und auch Gespräche mit Renault endeten ergebnislos.
Im Jahr 1996 waren bei SCV 1400 Mitarbeiter beschäftigt.

## Modelle
Für das Jahr 1996 nennt Samsung 20 verschiedene Modelle. Der Samsung SV110 war ein Nachbau des Nissan Cabstar, der Samsung SV510 und der Samsung SV530 entsprachen dem Nissan Diesel Big Thumb.